# Konstantijn van Salm-Salm

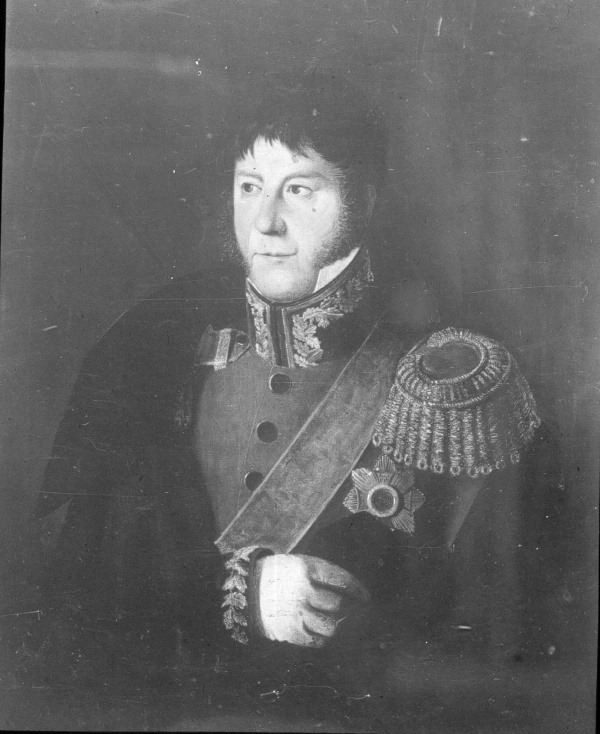
Konstantijn van Salm-Salm

Konstantijn Alexander Joseph Johann Nepomuk, derde prins van Salm-Salm (Hoogstraten, 22 november 1762 - Karlsruhe,  25 februari 1828) was naast Frederik IV van Salm-Kyrburg een van de twee soevereine vorsten in het vorstendom Salm (1802-1811).

## Leven
Op 22 november 1762 werd hij geboren als zoon van Maximiliaan Frederik Ernst van Salm-Salm (1732-1773) en Marie Louise Eleonora, gravin van Hessen-Rheinfels-Rotenburg (1729-1800). Vader Maximiliaan van Salm-Salm (1732-1773) was de jongere broer van Ludwig Karl Otto, 2de prins van Salm-Salm (1721-1778). De twee broers hadden een lange juridische strijd over de uitgebreide nalatenschap van hun vader Nikolaas Leopold van Salm-Salm. Hun vele broers en zussen namen wisselende posities in in dit conflict, wat leidde tot de tijdelijke invasie van de stad Senones. Via de zogenaamde 'Broedertwist van Paris' werd in juli 1771 het juridisch geschil beslecht. Maximiliaan van Salm-Salm erfde de titel, rechten en inkomsten van het hertogdom Hoogstraten, de geboorteplaats van zijn zoon Konstantijn. De jongere broer Maximiliaan stierf vrij snel nadat het geschil opgelost was. De oudere broer stierf op de 29e Juli 1778 zonder directe mannelijke erfgenamen.
Konstantijn werd de 3e prins van Salm-Salm, maar was op dat moment nog niet meerderjarig. Met zijn eigen hand verklaarde hij zich meerderjarig en zette hij de moedwillige voogdij over zijn moeder en oom op. De oom was Wilhelm Florentijn van Salm-Salm (1745-1810), bisschop van Doornik (België) en aartsbisschop van Praag. Hij wisselde een deel van zijn staf en stelde een nieuwe functionaris aan voor zijn administratie. De keizer in Wenen werd op de hoogte gesteld van deze wetsovertreding. In juli 1783 werd de vroege meerderheidsverklaring bij besluit vernietigd. 

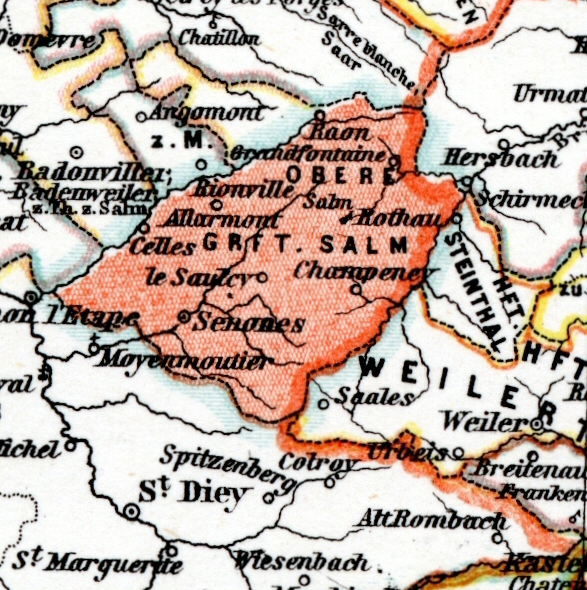
Kaart van het voormalige graafschap Ober-Salm, voorloper van het Vorstendom Salm-Salm

Prins Ludwig Karl Otto van Salm-Salm had in 1751 Senones (Vogezen) gekozen als zijn residentie van het vorstendom Salm. Het prinsdom Salm was vanaf 1766 een onafhankelijke enclave van het Heilige Roomse Rijk, omringd door Frankrijk. Het werd onder de Franse Revolutie (1789)  bezet en in 1793 geannexeerd. Konstantijn van Salm-Salm had op 24 februari 1790 zijn bezittingen in Frankrijk al verlaten en verhuisde vanaf dat moment definitief naar Kasteel Anholt in Westfalen (streek). In de Vrede van Lunéville (1801) stond het Heilige Roomse Rijk van de Duitse Natie alle landen op de linkeroever van de Rijn af aan Frankrijk. Prins Konstantijn, soeverein van het vorstendom Salm-Salm op de linkeroever van de Rijn, was daarom een van de afgezette keizerlijke prinsen, die volgens Artikel VII van dit internationale verdrag moest worden gecompenseerd door het Rijk. De toewijzing van nieuwe gebieden werd geregeld in de Reichsdeputationshauptschluss in 1803. Hij ontving als schadevergoeding voor zijn verliezen het in beslag genomen prinsbisdom Münster. Twee derde van de districten Bocholt en Ahaus werden aan Konstantijn toegewezen. Hij erfde reeds de heerlijkheid Anholt van zijn vader in 1773. Het andere derde deel van de vernoemde gebieden werd toegewezen aan  Frederik IV van Salm-Kyrburg.
In juli 1806 behoorde Konstantijn prins van Salm-Salm en Friedrich IV prins van Salm-Kyrburg tot de Rijnfederatie. Als voormalige keizerlijke prinsen verlieten ze tegelijkertijd het Heilige Roomse Rijk. Met de oprichting van de Rijnfederatie en het daaropvolgende aftreden van de keizerlijke kroon door Franz II bereikten de prinsen en hun vorstendom Salm volledige soevereiniteit. In feite was het kleine land grotendeels een satellietstaat van Frankrijk geworden.
Op 13 december 1810 besloot Frankrijk het grondgebied van het vorstendom Salm te annexeren. Na de val van de Franse overheersing (1813/1814) slaagden de beide prinsen er niet in hun vroegere eigendommen in Frankrijk (Vogezen) en België (Hoogstraten) te herwinnen. Het Congres van Wenen besloot in 1815 dat het grondgebied van het vorstendom Salm enkel in het koninkrijk Pruisen lag. De prinsen Salm-Salm en Salm-Kyrburg waren vanaf dat moment alleen Duitse heren in Pruisen. Als zodanig was Konstantijn in 1826 lid van de provincieraad van de provincie Westfalen.
Konstantijns graf bevindt zich in de cryptekapel in Anholt, die hij in 1804 had laten bouwen en wijden als begraafplaats van zijn familie.

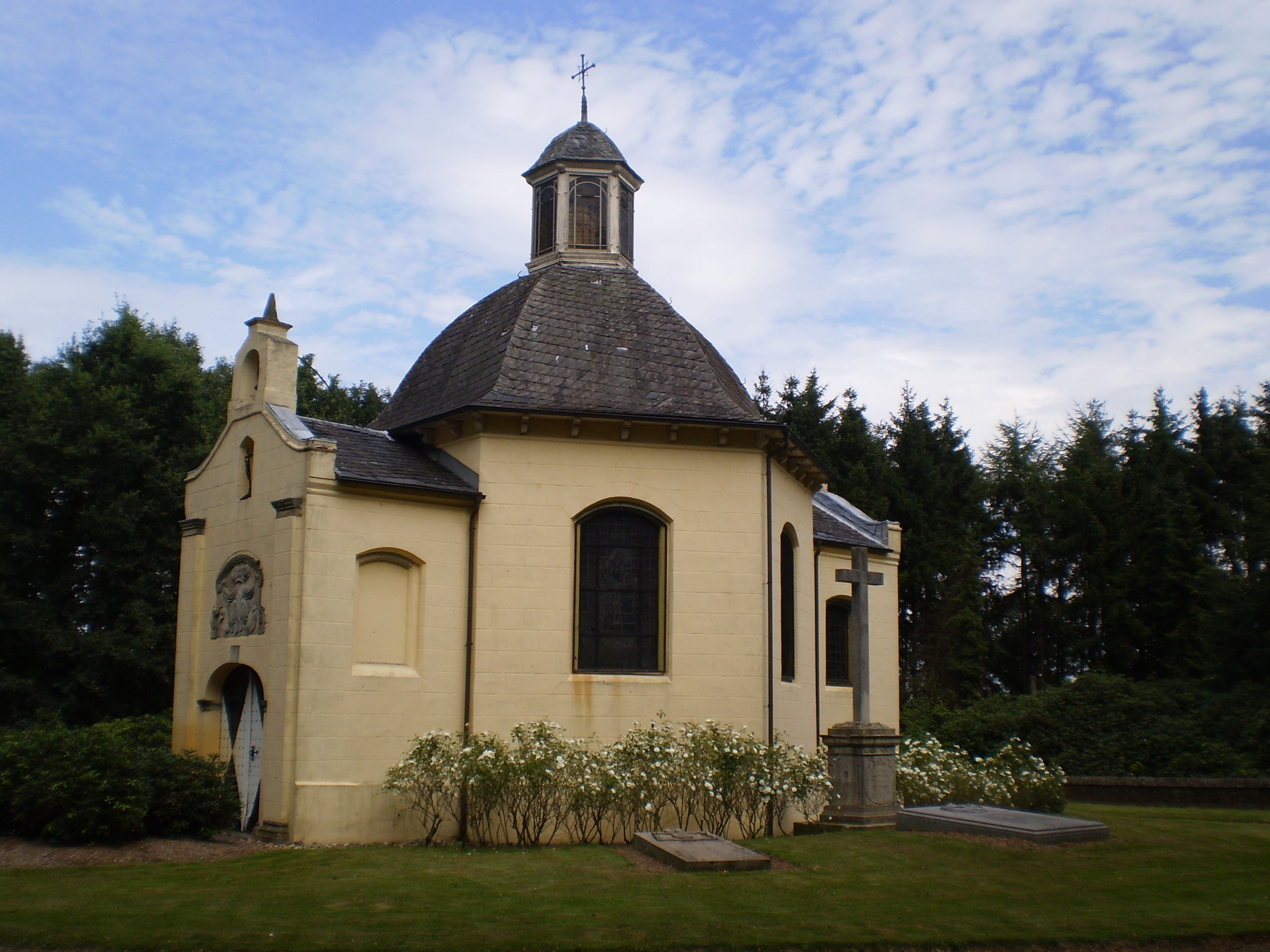
Prinselijke grafkapel

### Huwelijken en nakomelingen
Prins Konstantijn trouwde drie keer. Hij trouwde in 1782 in Püttlingen met de prinses Viktoria Felizitas van Löwenstein-Wertheim- Rochefort (1769-1789). Ze baarde hem een dochter en een zoon:
- Prinses Marie Viktoria van Salm-Salm (1784–1786)
- Prins Florentijn van Salm-Salm (1786-1846)

In 1788 trouwde Konstantijn in Vinoř (Bohemen) met gravin Maria Walburga von Sternberg-Manderscheid (1770-1806), met wie hij drie zonen en vier dochters kreeg:
- Prins Christiaan Philipp van Salm-Salm (1791-1791)
- Prins Georg Leopold Maximiliaan Christianvan Salm-Salm (1793-1836) ⚭ gravin Rosina van Sternberg (1802-1870)
- Prinses Eleonore Wilhelmine Louise van Salm-Salm (1794-1871) ⚭ Alfred von Croÿ (1789-1861)
- Prinses Johanna Wilhelmine Auguste van Salm-Salm (1796-1868) ⚭ Philipp von Croÿ (1801-1871)
- Prinses Auguste Louise Marie van Salm-Salm (1798-1837)
- Prinses Sophie van Salm-Salm (1799–? )
- Prins Frans-Joseph Frederik van Salm-Salm (1801-1842) ⚭ Prinses Marie Josephine Sophie van Löwenstein-Wertheim-Rosenberg (1814-1876)

In 1810 trouwde Konstantijn uiteindelijk met de burgerlijke Catherina Bender (1791-1831, sinds 1830 mevrouw Salm de Loon) in Den Haag, die hem vijf zonen schonk. Zij kregen een titel die lager in rang was en de achternaam Salm-Hoogstraten om aan te duiden dat zij een andere rechten genoten dan de kinderen uit de vorige huwelijken.
- Graaf Otto Ludwig Oswald van Salm-Hoogstraten (1810-1869)
- Graaf Eduard August Georg van Salm-Hoogstraten (1812-1886)
- Graaf Rudolf Hermann Wilhelm Florentijn van Salm-Hoogstraten (1817-1869)
- Graaf Albrecht Friedrich Ludwig Johann van Salm-Hoogstraten (1819-1904)
- Graaf Hermann Johann Ignaz Frederik van Salm-Hoogstraten (1821-1902)

- Gemeinsame Normdatei: 123835852
- International Standard Name Identifier: 0000 0000 1323 6304
- Virtual International Authority File: 10764167
- WorldCat: E39PBJbtvF89g4JRYw3bgW8wG3